# Fort Liberty
Fort Liberty, Carolina de Nord, este o bază militară a Armatei SUA din Carolina de Nord, una din cele mai mari baze militare din lume, cu aproximativ 54.000 de militari. Este plasată în comitatele Cumberland, Hoke, Harnett și Moore și în aproprierea orașelor Feyetteville, Spring Lake și Southern Pines. La recensământul din 2000 a fost identificată o populație de 29.183 de locuitori. Până în 2023, baza a fost numită Fort Bragg după generalul confederat Braxton Bragg, ce a servit în armata SUA în Războiul Mexicano-American. Fort Liberty este una din cele 10 baze ale armatei SUA numite după ofițeri confederați din timpul Războiului Civil.
Fort Liberty are o suprafață de 650 km2. Găzduiește Corpul XVIII de armată aeropurtat și United States Army Special Operations Command care supraveghează forțele speciale ale SUA. Alte unități situate la Fort Liberty sunt  Comandamentul Forțelor Armatei SUA, Comandamentul Forțelor de Rezervă si Centrul Medical militar Womack. Fort Liberty are două aerodromuri: Pope Field, unde sunt staționate grupuri de suport global și operațiuni speciale ale Forțelor Aeriene, și aerodromul militar Simmons, unde sunt plasate unitățile de aviație ale Armatei ce susțin forțele bazate la Fort Liberty.